# Kreisgericht Züllichau
Das Kreisgericht Züllichau war ein preußisches Kreisgericht in der damaligen Provinz Brandenburg mit Sitz in der Stadt Züllichau.

## Geschichte
In Bezirk des Kreisgerichts Züllichau bestanden bis 1849 das königliche Stadtgericht Züllichau sowie viele Patrimonialgerichte.
1849 wurden in Preußen einheitlich Kreisgerichte geschaffen. Hierbei wurde die Patrimonialgerichtsbarkeit abgeschafft und die Patrimonialgerichte wurden aufgehoben. Auch die eingangs genannten Gerichte wurden aufgehoben und es entstand das Königliche Kreisgericht Züllichau im Sprengel des Appellationsgerichts Frankfurt a. d. Oder. Es war für den Kreis Züllichau-Schwiebus und Teile des Kreise Crossen zuständig.
Zuständiges Schwurgericht war das Kreisgericht Sorau. Am Gericht waren 1870 ein Direktor und sieben Kreisrichter eingesetzt. 1870 betrug die Zahl der Gerichtseingesessenen 51.773. Eine Gerichtskommissionen bestand in Schwiebus.
Im Rahmen der Reichsjustizgesetze wurde das Gerichtswesen in Deutschland 1879 vereinheitlicht. Damit wurde das Kreisgericht Züllichau aufgehoben und das königlich preußische Amtsgericht Züllichau mit Wirkung zum 1. Oktober 1879 als eines von zehn Amtsgerichten im Bezirk des Landgerichtes Guben als Nachfolger gebildet. Auch die Gerichtskommission wurde in ein Amtsgericht (Amtsgericht Schwiebus) umgewandelt.